# Medaliści mistrzostw świata w kolarstwie górskim – trial
Pełna lista medalistów i medalistek mistrzostw świata w kolarstwie górskim w trialu.

## Mężczyźni

### 20 cali
| Rok  | Złoto          | Srebro               | Brąz                   |
| ---- | -------------- | -------------------- | ---------------------- |
| 2002 | Marco Hösel    | Juan Antonio Linares | Peter Barták           |
| 2003 | Benito Ros     | Marco Hösel          | Vincent Hermance       |
| 2004 | Benito Ros     | Marco Hösel          | Rafał Kumorowski       |
| 2005 | Benito Ros     | Marco Hösel          | Juan Daniel de la Peña |
| 2006 | Marco Hösel    | Carles Díaz          | Benito Ros             |
| 2007 | Benito Ros     | Carles Díaz          | Daniel Comas           |
| 2008 | Benito Ros     | Rafał Kumorowski     | Sebastian Hoffmann     |
| 2009 | Benito Ros     | Rafał Kumorowski     | Loris Braun            |
| 2010 | Benito Ros     | Abel Mustieles       | Rick Koekoek           |
| 2011 | Benito Ros     | Abel Mustieles       | Gilles Coustellier     |
| 2012 | Benito Ros     | Abel Mustieles       | Vincent Hermance       |
| 2013 | Abel Mustieles | Aurélien Fontenoy    | Benito Ros             |
| 2014 | Benito Ros     | Abel Mustieles       | Raphael Pils           |
| 2015 | Abel Mustieles | Lucien Leiser        | Benito Ros             |

### 26 cali
| Rok  | Złoto               | Srebro             | Brąz                |
| ---- | ------------------- | ------------------ | ------------------- |
| 2002 | Kenny Belaey        | Marc Vinco         | Marc Caisso         |
| 2003 | Giacomo Coustellier | Marc Caisso        | Kenny Belaey        |
| 2004 | Daniel Comas        | Vincent Hermance   | Marc Caisso         |
| 2005 | Kenny Belaey        | Vincent Hermance   | Benito Ros          |
| 2006 | Kenny Belaey        | Vincent Hermance   | Giacomo Coustellier |
| 2007 | Vincent Hermance    | Gilles Coustellier | Kenny Belaey        |
| 2008 | Gilles Coustellier  | Vincent Hermance   | Daniel Comas        |
| 2009 | Gilles Coustellier  | Kenny Belaey       | Vincent Hermance    |
| 2010 | Kenny Belaey        | Benito Ros         | Marc Caisso         |
| 2011 | Gilles Coustellier  | Kenny Belaey       | Vincent Hermance    |
| 2012 | Gilles Coustellier  | Aurélien Fontenoy  | Kenny Belaey        |
| 2013 | Vincent Hermance    | Gilles Coustellier | Kenny Belaey        |
| 2014 | Gilles Coustellier  | Aurélien Fontenoy  | Kenny Belaey        |
| 2015 | Vincent Hermance    | Jack Carthy        | Kenny Belaey        |

## Kobiety
| Rok  | Złoto              | Srebro                    | Brąz              |
| ---- | ------------------ | ------------------------- | ----------------- |
| 2002 | Karin Moor         | Lucie Miramond            | Floriane Combé    |
| 2003 | Karin Moor         | Ann-Christin Bettenhausen | Lucie Miramond    |
| 2004 | Karin Moor         | Ann-Christin Bettenhausen | Mireia Abant      |
| 2005 | Karin Moor         | Ann-Christin Bettenhausen | Mireia Abant      |
| 2006 | Karin Moor         | Mireia Abant              | Gemma Abant       |
| 2007 | Karin Moor         | Gemma Abant               | Mireia Abant      |
| 2008 | Gemma Abant        | Karin Moor                | Julie Pesenti     |
| 2009 | Karin Moor         | Julie Pesenti             | Gemma Abant       |
| 2010 | Gemma Abant Condal | Karin Moor                | Tatiana Janicková |
| 2011 | Karin Moor         | Gemma Abant               | Meireia Abant     |
| 2012 | Gemma Abant        | Andrea Wesp               | Tatiana Janíčková |
| 2013 | Tatiana Janíčková  | Gemma Abant               | Janine Jungfels   |
| 2014 | Tatiana Janíčková  | Nina Reichenbach          | Gemma Abant       |
| 2015 | Janine Jungfels    | Tatiana Janíčková         | Nina Reichenbach  |

## Trial drużynowy
| Rok  | Złoto                                                                                               | Srebro                                                                                               | Brąz                                                                                                 |
| ---- | --------------------------------------------------------------------------------------------------- | --- | --- |
| 2004 | Hiszpania · Abel Mustieles · Andreu Miro · Gemma Abant · Benito Ros · Daniel Comas                  | Francja · Kevin Aglae · Theau Courtes · Julie Pesenti · Marc Caisso · Vincent Hermance               | Szwajcaria · Loris Braun · Jérome Chapuis · Karin Moor · Stefan Moor · Roger Keller                  |
| 2005 | Francja · Florian Tournier · Guillaume Dunan · Julie Pesenti · Vincent Hermance · Marc Remy         | Hiszpania · Benito Ros · David Garcia · Mireia Abant · Daniel Comas                                  | Niemcy · Marco Hösel · Marco Thomä · Ann-Christin Bettenhausen · Wilko Brandt · Max-Christian Schrom |
| 2006 | Francja · Marc Caisso · Nicolas Vuillermot · Aurélien Fontenoy · Julie Pesenti                      | Niemcy · Marco Hösel · Marco Thomä · Sebastian Hoffmann · Matthias Mhros · Ann-Christin Bettenhausen | Hiszpania · Benito Ros · Daniel Comas · Eduard Planas · Mireia Abant                                 |
| 2007 | Hiszpania · Benito Ros · Eduard Planas · Daniel Comas · Andreu Miro · Mireia Abant                  | Francja · Marc Caisso · Kevin Aglae · Vincent Hermance · Aurélien Fontenoy · Julie Pesenti           | Niemcy · Sebastian Hoffmann · Julian Peter · Thomas Mhros · Hannes Herrmann · Elisa Brieden          |
| 2008 | Hiszpania · Abel Mustieles · Andreu Miro · Gemma Abant · Benito Ros · Daniel Comas                  | Francja · Kevin Aglae · Theau Courtes · Julie Pesenti · Marc Caisso · Vincent Hermance               | Szwajcaria · Loris Braun · Jérome Chapuis · Karin Moor · Stefan Moor · Roger Keller                  |
| 2009 | Hiszpania · Abel Mustieles · Benito Ros · Gemma Abant · Rafael Tibau · Carles Diaz                  | Francja · Kevin Aglae · Aurélien Fontenoy · Julie Pesenti · Anthony Grenier · Gilles Coustellier     | Belgia · Roderique Timellini · Wesley Belaey · Nicolas Massart · Kenny Belaey                        |
| 2010 | Hiszpania · Ion Areitio · Benito Ros · Gemma Abant · Rafael Tibau · Abel Mustieles                  | Francja · Marius Merger · Aurélien Fontenoy · Morgan Vassor · Gilles Coustelier                      | Niemcy · Raphael Pils · Matthias Mrohs · Andrea Wesp · Robin Fix · Hannes Herrmann                   |
| 2011 | Francja · Marius Merger · Gilles Coustellier · Yann Dunant · Vincent Hermance                       | Niemcy · Raphael Pils · Matthias Mrohs · Romina Fix · Robin Fix · Hannes Herrmann                    | Szwajcaria · Lucien Leiser · Loris Braun · Karin Moor · David Bonzon · Jérome Chapuis                |
| 2012 | Hiszpania · Bernat Seuba · Benito Ros · Gemma Abant · Eloi Pare · Rafael Tibau                      | Francja · Maxime Muffat · Vincent Hermance · Marion Porchet · Clément Meot · Gilles Coustellier      | Niemcy · Raphael Pils · Matthias Mrohs · Andrea Wesp · Jonathan Sandritter · Hannes Herrmann         |
| 2013 | Hiszpania · Bernat Seuba · Benito Ros · Gemma Abant · Rafael Tibau                                  | Francja · Alex Rudeau · Aurélien Fontenoy · Jérémy Descloux · Gilles Coustellier · Marion Porcher    | Niemcy · Lucas Krell · Matthias Mrohs · Jonathan Sandritter · Hannes Herrmann · Andrea Wesp          |
| 2014 | Niemcy · Dominik Oswald · Raphael Pils · Moritz Mettenheimer · Hannes Herrmann · Nina Reichenbach   | Francja · Alex Rudeau · Aurélien Fontenoy · Nicolas Valee · Vincent Hermance · Marion Porcher        | Hiszpania · Oriol Roca · Abel Mustieles · Sergi Llongueras · Rafael Tibau · Gemma Abant              |
| 2015 | Francja · Vincent Hermance · Nicolas Vallée · Manon Basseville · Nicolas Fleury · Benjamin Durville | Szwajcaria · Lucien Leiser · Loris Braun · Tom Blaser · Jonas König · Debi Studer                    | Niemcy · Hannes Hermann · Jannis Oing · Nina Reichenbach · Dominik Oswald · Raphael Pils             |

## Tabela medalowa
| Miejsce | Państwo         |    |    |    | Razem |
| ------- | --------------- | -- | -- | -- | ----- |
| 1.      | Hiszpania       | 19 | 12 | 18 | 49    |
| 2.      | Francja         | 11 | 16 | 14 | 41    |
| 3.      | Szwajcaria      | 8  | 4  | 2  | 14    |
| 4.      | Belgia          | 4  | 2  | 6  | 12    |
| 5.      | Niemcy          | 3  | 10 | 6  | 19    |
| 6.      | Słowacja        | 2  | 1  | 3  | 6     |
| 7.      | Wielka Brytania | 1  | 1  | 0  | 2     |
| 8.      | Australia       | 1  | 0  | 1  | 2     |
| 9.      | Polska          | 0  | 2  | 1  | 3     |
| 10.     | Austria         | 0  | 1  | 0  | 1     |
| 11.     | Holandia        | 0  | 0  | 1  | 1     |